# 大坪ケムタ
大坪 ケムタ（おおつぼ ケムタ、1972年6月24日 - ）は、日本のイベンター、フリーライターである。

## 略歴
佐賀県杵島郡江北町出身。立命館大学産業社会学部卒業後、地元佐賀県の広告代理店にコピーライターとして勤務。1999年にフリーライターに転向。安田理央を師匠としてアダルトビデオのレビューライターからスタートし、撮影現場取材、女優インタビューなどを執筆。その後、仕事の幅を広げるため、雑誌の希望に応じアイドル、プロレスと専門分野を増やす。
2015年以降はロフトプラスワンなどロフト系列を中心としたイベンターとして企画・構成・司会進行も行うようになる。2022年1月より有限会社ロフトとの業務委託により、ロフト系列の会場専任でイベントブッキングを担当する。
ポリシーは“埋もれた在野武将的話題の発掘作業”で、「この人のまだ見せてない面白いところを見せたい」という衝動に重きを置く。
佐賀入院患者射殺事件の被害者は同級生であり、それがきっかけで「人は理不尽に唐突に死ぬ」という死生観を持つようになったという。
2022年夏よりロフトの正社員となる。

## 著作

### 商業出版
- 世界が100人のAV女優だったら（2007年4月20日、扶桑社）
- ゼロからでも始められるアイドル運営 楽曲制作からライブ物販まで素人でもできる!田家大知 (2016年7月22日、コアマガジン)
- 少年ジャンプが1000円になる日~出版不況とWeb漫画の台頭~（2018年2月2日、コアマガジン）
- 現代プロレス入門 注目の選手から初めての観戦まで（2018年4月28日、Pヴァイン）
- レスラーめし（2019年1月15日、ワニブックス）[7]

### 電子書籍
- 脱童貞　THIS IS NOT A LOVESONG** 100の童貞の妄想より、1の童貞喪失のドキュメント。（2014年6月13日、デジタルブックファクトリー）
- 脱童貞　THIS IS NOT A LOVESONG** 2 100の童貞の妄想より、1の童貞喪失のドキュメント。 （2015年9月1日、デジタルブックファクトリー）
- 脱童貞　THIS IS NOT A LOVESONG** 3 100の童貞の妄想より、1の童貞喪失のドキュメント。（2015年11月1日、デジタルブックファクトリー）